# Tuberculosis ocular
La tuberculosis es una enfermedad infecciosa producida por el Mycobacterium tuberculosis que afecta principalmente al pulmón, pero también a otros órganos del cuerpo. Según algunos estudios, la afectación ocular se produce en el 1% de los pacientes que sufren tuberculosis, pudiendo provocar diferentes manifestaciones, dependiendo de la porción del ojo afectada, lo más habitual es que produzca uveitis, coroiditis o afectación de la esclerótica y la córnea (esclero-queratitis). Es muy frecuente que los pacientes con tuberculosis ocular no presenten manifestaciones en el pulmón u otros órganos, lo que dificulta el diagnóstico.

## Fisiopatología
La enfermedad ocular puede producirse por dos mecanismos diferentes: Una infección activa que afecta directamente al ojo, o una reacción inmunológica mediada por un mecanismo de hipersensibilidad retardada a ciertos componentes del mycobacteryum tuberculosis. En el segundo caso no existen microorganismos en el ojo y la enfermedad ocular es un fenómeno secundario producido por un mecanismo similar al que causa el eritema indurado de Bazín o el eritema nodoso de la piel.